# William S. Heckscher
William (Wilhelm) Sebastian Heckscher (Amburgo, 14 dicembre 1904 – Princeton, 27 novembre 1999) è stato uno storico dell'arte tedesco naturalizzato statunitense, studioso di iconografia.
Grazie a Erwin Panofsky divenne un discepolo della scuola di Aby Warburg. Insieme a Rudolf Wittkower, Richard Krautheimer, Charles de Tolnay, Ernst Gombrich, Walter Friedländer, Alfred Neumeyer, H. W. Janson e Max Raphael, William Heckscher fu uno dei nove eminenti storici dell'arte, per lo più fuggiti dal regime nazista, che secondo Art journal diffusero la storia dell'arte e la cultura germanica negli Stati Uniti d'America in modo da conciliare la nuova e la vecchia cultura.

## Biografia
William era figlio di Hulda Foerster e Siegfried Heckscher; il padre era avvocato e direttore di HAPAG, mentre il nonno materno era l'astronomo Wilhelm Julius Foerster. Dal 1918 al 1921 la famiglia si trasferì nei Paesi Bassi in quanto il padre era ambasciatore della Repubblica di Weimar a L'Aia, dove William frequentò le scuole superiori. Proprio dal liceo fu congedato nel 1920 per "scarso potenziale scolastico", malgrado coltivasse la sua passione per la storia dell'arte e per la pittura fiamminga attraverso la frequentazione della Biblioteca reale dei Paesi Bassi, la Mauritshuis e il Museo Kröller-Müller. Dopo il ritorno ad Amburgo con la famiglia, William frequentò la scuola d'arte, in seguito divenuta l'Università per le Belle arti, ma venne bocciato al corso di ceramica.
Scoraggiato così nel continuare lo studio dell'arte, a 19 anni Heckscher tornò a L'Aia e iniziò a lavorare come ritrattista. A lungo s'impegnò nella riproduzione di dipinti di Jan van Eyck e Konrad Witz, prese lezioni di pittura presso l'accademia di Berlino senza essere iscritto e trovò impiego come disegnatore per manuali anatomici. Il suo modo di ritrarre divenne popolare fra i committenti olandesi, tedeschi e belgi e costituì il principale mezzo di sostentamento dal 1924 al 1930. Ben pochi gli esemplari rimasti.
Nel 1931 ricevette l'incarico di ritrarre Gustav Pauli, direttore della Hamburger Kunsthalle. Durante una delle sedute nello studio di Pauli, William ebbe occasione di conoscere Panofsky, che in seguito lo aiutò a completare gli studi. Superato brillantemente l'esame di ammissione, William venne accettato presso l'Università di Amburgo.
Tra il 1932 e il 1933 Heckscher visse a New York, lavorando come assistente di Panofsky. Nello stesso periodo entrò a far parte del Dipartimento di Storia dell'arte presso l'istituto delle Belle arti dell'Università di New York. Nel 1934 William tornò in Germania per continuare gli studi, ma venne arrestato dalla Gestapo insieme alla madre e interrogato per dieci giorni, con l'accusa di avere intrecciato relazioni pacifiste.
Tra il 1933 e il 1936 studiò presso l'Università di Amburgo insieme all'amico H. W. Janson, che occupava una stanza nell'appartamento amburghese della madre di Heckscher. Tra i due, William era il maggiore di età; entrambi amavano suonare: Janson il clavicembalo, Heckscher il clavicordo. La corrispondenza, che testimoniava l'amicizia fra i due studiosi, venne poi raccolta negli archivi Heckscher quale preziosa fonte di informazioni per il periodo dal 1936 fino agli ultimi anni di vita di Janson. Le lettere di Heckscher, al contrario, sopravvissero soltanto quando quest'ultimo ne aveva fatto copia.
Nel 1936 William completò il dottorato di ricerca presso l'Università di Amburgo, malgrado gli ostacoli che il regime gli procurava. Panofsky si era trasferito presso l'Institute for Advanced Study e Heckscher lo seguì a Princeton in qualità di storico dell'arte proveniente dall'estero. Fuggì dalla Germania nascosto nel ripostiglio di una cabina della nave in cui era salpato un cugino. Negli Stati Uniti perfezionò l'inglese, mentre l'anno successivo intraprese uno studio di linguistica, dopo essersi trasferito a Londra.
Proprio a Londra, nel 1940, venne arrestato quale nemico straniero e successivamente internato in Gran Bretagna e a Farnham (Québec) per diciotto mesi. Durante questo periodo organizzò lezioni informali per detenuti stranieri che intendessero preparare gli esami di ammissione all'università, merito che gli venne riconosciuto molti anni dopo, nel 1981, quando gli venne conferita una laurea honoris causa presso l'Università McGill. William venne liberato il giorno di Natale del 1941 grazie all'intervento della senatrice canadese Cairine Wilson e di John Lovejoy Elliott, membro anziano del "Movimento etico" di New York. Quest'ultimo aiutò William per rendere omaggio al nonno Wilhelm Julius Foerster, pacifista e membro fondatore del "Movimento etico" tedesco.
Per un breve periodo Heckscher insegnò arte presso l'Università di Toronto; tra il 1942 e il 1946 ottenne la docenza della lingua e della fonetica tedesche rispettivamente presso il Carleton College, l'Università di Saskatchewan e quella di Manitoba. Si trasferì negli Stati Uniti nel 1947 per insegnare storia dell'arte presso l'Università dell'Iowa. Nel 1955 gli furono assegnate le cattedre di arte medievale e di iconologia presso l'Istituto di Storia dell'arte dell'Università di Utrecht, dove insegnò per dieci anni.
Negli anni cinquanta pubblicò con la New York University Press la sua maggiore opera, Rembrandt's Anatomy of Dr. Nicolaas Tulp: An Iconological Study (1958), alla cui predisposizione aveva collaborato anche Janson.
Nel 1966 gli venne assegnata la cattedra di Storia dell'arte presso l'Università Duke, del cui museo fu anche direttore tra il 1970 e il 1974, anno in cui rassegnò le dimissioni e si trasferì con la famiglia a Princeton. William continuò le proprie ricerche di studioso e lavorò in qualità di consulente della sezione dei libri rari della biblioteca dell'Università di Princeton.
Nel corso della sua carriera Heckscher ricevette numerosi riconoscimenti e borse di studio da diverse istituzioni: l'Institute for Advanced Study (1936–1937, 1946–1947, 1951–1953, 1960–1961), la Folger Shakespeare Library (1961, 1963), l'Università di Pittsburgh ("Mellon Professorship", 1963–1964), la National Gallery of Art ("Kress Professorship", 1979–1980), il Collège de France (1981) e la Herzog August Bibliothek (1981). Fu inoltre membro della Royal Society of Arts di Londra.
Per rendere omaggio al lavoro di una vita, i colleghi gli dedicarono anche tre Festschrift: il primo nel 1941, durante la prigionia in Quebec; il secondo nel 1964 in occasione del suo sessantesimo compleanno, quando colleghi e studenti dell'Università di Utrecht gli intitolarono un volume del Nederlands Kuntshistorisch Jaarboek. Infine ottenne il terzo festschrift nel 1990 per celebrare il suo ottantacinquesimo compleanno, sotto forma di un volume dal titolo The Verbal & the Visual: Essays in Honor of William Sebastian Heckscher.
William Heckscher morì nella propria abitazione di Princeton all'età di 94 anni. Nel 2001 il suo archivio fu spedito da Princeton alla "Warburg-Haus", uno spazio dedicato ad Aby Warburg ad Amburgo.

## Alcune opere
- 1936 - Die Romruinen: Die geistigen Voraussetzungen ihrer Wertung im Mittelalter und in der Renaissance. Università di Amburgo;
- 1947 - "Bernini's Elephant and Obelisk" in Art Bulletin, Volume 29, No. 3, pp. 155–182;
- 1958 - Rembrandt's Anatomy of Dr. Nicolaas Tulp. New York University Press, New York;
- 1964 -  "The Genesis of Iconology," in Stil und Überlieferung in der Kunst des Abendlandes. Akten des XXI Internationalen Kongresses für Kunstgeschichte,  Vol. 3, pp. 239–262;
- 1966 - "Sturm und Drang: Conjectures on the Origin of a Phrase" in Simiolus: Netherlands Quarterly for the History of Art, Vol. 1, No. 2, pp. 94–105;
- 1968 - "The Annunciation of the Merode Altarpiece: An Iconographic Study" in Miscellanea Josef Duverger, Vol. 1. Association for the History of Textile Arts, Gand;
- 1969 - "Erwin Panofsky: A Curriculum Vitae", in Record of the Art Museum, Princeton University, Vol. 28, No. 1, Erwin Panofsky: In Memoriam, pp. 4–21;
- 1985 - Art and Literature. Studies in Relationship. Duke University Press;
- 1989 - The Princeton Alciati Companion. A Glossary of Neo-Latin Words and Phrases used by Andrea Alciati and the Emblem Book Writers of his Time. Garland, New York. ISBN 978-0-8240-3715-4.